# 基特峰国家天文台
基特峰国家天文台（英語：Kitt Peak National Observatory，缩写为）位于美国亚利桑那州图森市西南90公里的基特峰峰顶，海拔为2096米（6880英尺），是美国国家光学天文台（NOAO）的一部分。主要研究设备有4米口径的梅耶尔望远镜、3.5米口径的WIYN望远镜，以及口径分别为2.1米、1.3米、0.9米和0.4米的反射望远镜。除此之外还有隶属于美国国家太阳天文台的、世界上最大的太阳望远镜——麦克梅斯-皮尔斯太阳望远镜，以及美国国家射电天文台的ARO12米口径射电望远镜。
1953年，在美国各大学天文教授们的呼吁和国会的支持下，美国国家科学基金会（NSF）成立了大学天文研究协会（AURA）、国家光学天文台、国家射电天文台（NRAO）等国家级天文研究机构，标志着美国国家力量进入天文学研究，为其提供了充足的人力和经费，美国天文学得到迅速发展。

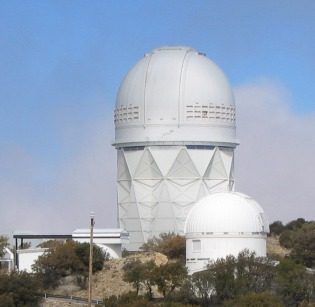
4米口径的梅耶尔望远镜的圆顶

1958年3月14日，美国国家科学基金会宣布基特峰峰顶被选为国家天文台台址，这个决定是经过3年时间在6个候选地点进行评估后作出的。由大学天文研究协会负责管理。1962年11月2日，口径2米的麦克梅斯-皮尔斯太阳望远镜落成，是世界上最大的太阳望远镜。1964年9月15日，口径2.1米的大型光学望远镜启用，当时在世界上排名第5。1973年2月27日，口径4米的望远镜正式启用，同年以曾于20世纪60年代担任台长的梅耶尔（Mayall）博士的名字命名。1994年10月15日，装备了主动光学和自适应光学系统的3.5米口径WIYN望远镜启用，分辨率达到0.45角秒，标志着美国天文学进入了新技术望远镜的时代。

## 參看
- 帕瑞纳天文台
- 拉西拉天文台
- 托洛洛山美洲际天文台
- 甚大望远镜
- 欧洲极大望远镜